# Algemene verkiezingen in Kenia (2017)
De algemene verkiezingen in Kenia in 2017 werden op 8 augustus gehouden. De verkiezingen behelsden de verkiezing van een parlement en de verkiezing van een president.
Na klachten van verschillende partijen en personen (o.m. Raila Odinga die als tweede was geëindigd achter zittend president Uhuru Kenyatta) over het verloop van de verkiezingen besloot het hooggerechtshof tot het annuleren van het verkiezingsresultaat van de presidentsverkiezingen, maar het resultaat van de parlementsverkiezingen bleef staan. In oktober 2017 werden de presidentsverkiezingen opnieuw gehouden.

## Presidentsverkiezingen
De voornaamste uitdager van zittend president Uhuru Kenyatta (Jubilee Party) was Raila Odinga. Odinga gaf leiding aan een verbond van oppositiepartijen, de National Super Alliance. Kenyatta werd herkozen met 54% van de stemmen, Odinga kreeg 45% van de stemmen. Deze laatste, gesteund door enkele andere partijen en organisaties, meende dat de verkiezingen oneerlijk waren verlopen en de uitslag was gemanipuleerd en diende een klacht in bij de kiescommissie en op 28 augustus verklaarde het hooggerechtshof de verkiezingsuitslag ongeldig. Odinga noemde de beslissing van het hooggerechtshof "een historisch dag voor Kenianen en alle mensen in Afrika."
| Kandidaat                         | Kandidaat                         | Partij                            | Stemmen    | %     |
| --------------------------------- | --------------------------------- | --------------------------------- | ---------- | ----- |
|                                   | Uhuru Kenyatta                    | Jubilee Party                     | 8.223.369  | 54,17 |
|                                   | Raila Odinga                      | National Super Alliance           | 6.822.812  | 44,94 |
|                                   | Overige kandidaten                | -                                 | 135.359    | 0,89  |
| Ongeldige stemmen/ blanco stemmen | Ongeldige stemmen/ blanco stemmen | Ongeldige stemmen/ blanco stemmen | 411.510    | 2,64  |
| Totaal                            | Totaal                            | Totaal                            | 15.181.540 | 100   |
| Geregistreerde kiezers/ opkomst   | Geregistreerde kiezers/ opkomst   | Geregistreerde kiezers/ opkomst   | 19.611.423 | 79,51 |
| Bron: IEBC                        |                                   |                                   |            |       |

## Parlementsverkiezingen

### Nationale Vergadering
| Partij                            | Zetels | %     |
| --------------------------------- | ------ | ----- |
| Jubilee Party                     | 171    |       |
| Orange Democratic Movement        | 76     |       |
| Wiper Democratic Movement – Kenya | 23     |       |
| Amani National Congress           | 14     |       |
| FORD–Kenya                        | 12     |       |
| Kenya African National Union      | 10     |       |
| Overige partijen                  | 28     |       |
| Partijloos                        | 14     |       |
| Totaal                            | 348    |       |
| Aantal gekozen vrouwen            | 47     |       |
| Geregistreerde kiezers/ Opkomst   |        | 79,51 |
| Bron: IPU Parline                 |        |       |

### Senaat
| Partij                            | Zetels | %     |
| --------------------------------- | ------ | ----- |
| Jubilee Party                     | 34     |       |
| Orange Democratic Movement        | 20     |       |
| Wiper Democratic Movement – Kenya | 3      |       |
| Amani National Congress           | 3      |       |
| Kenya African National Union      | 3      |       |
| FORD–Kenya                        | 1      |       |
| Overige partijen                  | 2      |       |
| Partijloos                        | 1      |       |
| Totaal                            | 67     |       |
| Aantal gekozen vrouwen            | 16     |       |
| Geregistreerde kiezers/ Opkomst   |        | 79,51 |
| Bron: IPU Parline                 |        |       |

## Afbeeldingen

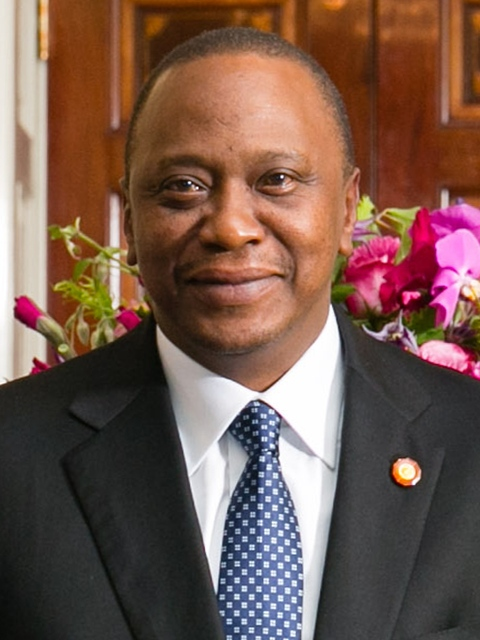
Zittend president Uhuru Kenyatta kreeg 54,17% van de stemmen en werd herkozen.